# Ligue féminine de basket 2000-2001
Navigation
Saison précédente Saison suivante
La saison 2000-2001 de la LFB est la 3e édition de la Ligue féminine de basket et se dispute avec 12 équipes.

## Les équipes
- Aix-en-Provence
- Bordeaux
- Bourges
- Calais
- Istres
- Limoges
Mondeville
- Nice
- Reims
- Tarbes
- Valenciennes
- Villeneuve-d'Ascq

## Mode de fonctionnement
Le championnat est décomposé en deux phases, à l'issue de la première, les clubs classés de 1 à 4 disputent dans un premier temps le Tournoi de la Fédération.
De plus, ces 4 équipes se retrouvent dans le Groupe A de la phase 2 du championnat, afin de se disputer le titre. Leurs quatre suivantes se disputent au sein du groupe B les deux places en Coupe Ronchetti. Enfin, les quatre dernières s'affrontent dans le groupe C afin d'éviter les deux dernières places synonymes de relégation en Nationale Féminine 1

## Classement après la phase 1
- En vert les équipes qualifiées pour le groupe A en deuxième partie de saison
- En bleu les équipes qualifiées pour le groupe B en deuxième partie de saison
- En rouge les équipes qualifiées pour le groupe C en deuxième partie de saison

| Place | Équipe            | PTS | MJ | VIC | DEF | + | - | % | Coeff |
| 1     | Valenciennes      | 42  | 22 | 20  | 2   | - | - | - | -     |
| 2     | Aix-en-Provence   | 42  | 22 | 20  | 2   | - | - | - | -     |
| 3     | Bourges           | 41  | 22 | 19  | 3   | - | - | - | -     |
| 4     | Mondeville        | 36  | 22 | 14  | 8   | - | - | - | -     |
| 5     | Tarbes            | 36  | 22 | 14  | 8   | - | - | - | -     |
| 6     | Villeneuve-d’Ascq | 33  | 22 | 11  | 11  | - | - | - | -     |
| 7     | Bordeaux          | 33  | 22 | 11  | 11  | - | - | - | -     |
| 8     | Reims             | 28  | 22 | 6   | 16  | - | - | - | -     |
| 9     | Calais            | 28  | 22 | 6   | 16  | - | - | - | -     |
| 10    | Istres            | 27  | 22 | 5   | 17  | - | - | - | -     |
| 11    | Limoges           | 26  | 22 | 4   | 18  | - | - | - | -     |
| 12    | Nice              | 24  | 22 | 2   | 20  | - | - | - | -     |

## Classements après la phase 2

### Groupe A
- En vert les équipes qualifiées pour la finale
- En bleu les équipes ayant gagné leur place en Coupe Ronchetti pour la saison suivante.

| Place | Équipe          | PTS | MJ | VIC | DEF | + | - | % | Coeff |
| 1     | Valenciennes    | 11  | 6  | 5   | 1   | - | - | - | -     |
| 2     | Bourges         | 11  | 6  | 5   | 1   | - | - | - | -     |
| 3     | Aix-en-Provence | 8   | 6  | 2   | 4   | - | - | - | -     |
| 4     | Mondeville      | 6   | 6  | 0   | 6   | - | - | - | -     |

### Groupe B
- En bleu les équipes ayant gagné leur place en Coupe Ronchetti pour la saison suivante.

| Place | Équipe            | PTS | MJ | VIC | DEF | + | - | % | Coeff |
| 1     | Tarbes            | 11  | 6  | 5   | 1   | - | - | - | -     |
| 2     | Bordeaux          | 10  | 6  | 4   | 2   | - | - | - | -     |
| 3     | Villeneuve-d’Ascq | 9   | 6  | 3   | 3   | - | - | - | -     |
| 4     | Calais            | 6   | 6  | 0   | 6   | - | - | - | -     |

### Groupe C
- En rouge les équipes reléguées en NF1

| Place | Équipe  | PTS | MJ | VIC | DEF | + | - | % | Coeff |
| 1     | Nice    | 11  | 6  | 5   | 1   | - | - | - | -     |
| 2     | Reims   | 10  | 6  | 4   | 2   | - | - | - | -     |
| 3     | Istres  | 9   | 6  | 3   | 3   | - | - | - | -     |
| 4     | Limoges | 6   | 6  | 0   | 6   | - | - | - | -     |

## Finale
La première rencontre (et la belle éventuelle) se déroulent à Valenciennes, club le mieux classé à l’issue de la saison.
- Match Aller (Dimanche 10 juin 2001)

Valenciennes - Bourges : 63-62
- Match Retour (Jeudi 14 juin 2001)

Bourges - Valenciennes : 71-81 (après prolongations)
L'Union Sportive Valenciennes Olympic est donc le nouveau Champion de France

## Les récompenses/performances
- MVP française : Catherine Melain (Bourges)
- MVP étrangère : Ann Wauters (Valenciennes)
- MVP espoir : Céline Dumerc (Tarbes)

## Tournoi de Fédération
Le Tournoi de la fédération 2001 s'est déroulé au Palais des Sports Le Louarn Kervaric de Lorient.
L'intérieure de Valenciennes, Ann Wauters est désignée meilleure joueuse du Tournoi.
|  | Demi-finales                | Demi-finales                |                        |    | Finale                      | Finale                      |
|  | Demi-finales                | Demi-finales                |                        |    | Finale                      | Finale                      |
|  |                             |                             |                        |    |                             |                             |
|  | Sam 7 avril - 18:00 Lorient | Sam 7 avril - 18:00 Lorient |                        |    | Dim 8 avril - 18:00 Lorient | Dim 8 avril - 18:00 Lorient |
|  | Sam 7 avril - 18:00 Lorient | Sam 7 avril - 18:00 Lorient |                        |    | Dim 8 avril - 18:00 Lorient | Dim 8 avril - 18:00 Lorient |
|  | (1) Valenciennes            | 98                          |                        |    | Dim 8 avril - 18:00 Lorient | Dim 8 avril - 18:00 Lorient |
|  | (1) Valenciennes            | 98                          |                        |    | Dim 8 avril - 18:00 Lorient | Dim 8 avril - 18:00 Lorient |
|  | (4) Mondeville              | 63                          |                        |    | Dim 8 avril - 18:00 Lorient | Dim 8 avril - 18:00 Lorient |
|  | (4) Mondeville              | 63                          | Bourges                | 69 |                             |                             |
|  | Sam 7 avril - 20:30 Lorient |                             | Bourges                | 69 |                             |                             |
|  |                             | Valenciennes                | 62                     |    |                             |                             |
|  | (2) Aix en Provence         | Valenciennes                | 62                     | 54 |                             |                             |
|  | (2) Aix en Provence         |                             |                        | 54 |                             |                             |
|  | (3) Bourges                 | 64                          |                        |    |                             |                             |
|  | (3) Bourges                 | 64                          | Match pour la 3e place |    |                             |                             |
|  |                             |                             |                        |    |                             |                             |
|  | Dim 8 avril - 16:00 Lorient |                             |                        |    |                             |                             |
|  |                             |                             |                        |    |                             |                             |
|  | Aix en Provence             | 87                          |                        |    |                             |                             |
|  | Aix en Provence             | 87                          |                        |    |                             |                             |
|  | Mondeville                  | 73                          |                        |    |                             |                             |
|  | Mondeville                  | 73                          |                        |    |                             |                             |